# Taurotagus vestitus
Taurotagus vestitus là một loài bọ cánh cứng trong họ Cerambycidae.